# São Simão (Goiás)
São Simão es un municipio brasileño del estado de Goiás. Se localiza a una latitud de 18° 59' 27" Sur y a una longitud de 50° 32' 38" O. Tiene una población de 15.367 habitantes (estimativas IBGE/2006), una superficie de 414 km², lo que da una densidad demográfica de 37,1 hab./km².

## Historia
La historia de São Simão está directamente relacionada con el Canal de São Simão, un estrecho cañón de 600 metros de ancho cavado por el río Paranaíba a lo largo de miles de años, que constituyó una fuente de turismo para la ciudad por sus atractivos naturales. La construcción de la Represa de São Simão en 1978, sumergió bajo las aguas el Canal y la ciudad original, debiendo esta ser trasladada a una nueva localización.
El municipio tiene su origen en el poblado de Mateira, fundado en 1930 por garimpeiros de diamantes y pescadores. La construcción de un puente sobre el río Paranaíba en 1935 fomentó el turismo haciendo crecer a la ciudad. Por ley estadual n.º 2108, el 14 de diciembre de 1958, el distrito de Mateira fue desmembrado del municipio de Paranaiguara, creándose el municipio de São Simão.
- Datos: Q681631
- Multimedia: São Simão (Goiás) / Q681631